# Peque, Colombia
Peque är en kommun i Colombia.   Den ligger i departementet Antioquia, i den nordvästra delen av landet, 300 km nordväst om huvudstaden Bogotá. Antalet invånare är 9 621.